# Коефіцієнт обіговості запасів

## Коефіцієнт обіговості запасів (ST)
Період обіговості матеріально-виробничих запасів (Stock turnover) відображає швидкість реалізації запасів (у днях). Він розраховується як середньорічне значення суми запасів, віднесене до величини щоденних виробничих витрат. Остання визначається як результат ділення суми прямих виробничих витрат за поточний рік на 365 днів.
ST = (Собівартість проданих товарів / середньорічне значення запасів)*365
, де собівартість проданих товарів - річний обсяг витрат на виробництво;
Середньорічне значення запасів зазвичай визначається як сума на початок і на кінець року, поділена навпіл, хоча можливо і більш детальне вивчення їх змін протягом року.
Чим вище оборотність запасів компанії, тим більш ефективним є виробництво і тим менше потреба в оборотному капіталі для його організації.
У цілому, чим вище показник обіговості запасів, тим менше коштів зв'язано в цій найменш ліквідній групі активів. Особливо актуально підвищення обіговості і зниження запасів при наявності значної заборгованості у пасивах компанії.
У разі обчислення цього та інших аналогічних показників за період менше одного року застосовується наступний прийом. Використовувані у формулі підсумкові значення за період розрахунку місяць, квартал або півріччя множаться на коефіцієнт, відповідно, 12, 4 або 2. Середньорічні величини замінюються середніми за період розрахунку.
Згідно з міжнародними стандартами бізнес-планування  застосовується як один з фінансових показників ефективності бізнес-планів